# Alexandre Mayer
Alexandre Mayer (Curepipe, 29 april 1998) is een Mauritiaans wielrenner en mountainbiker die sinds juni 2025 rijdt bij de Spaanse wielerploeg Burgos-Burpellet-BH.

## Carrière
Mayer is een neef van de voormalige wielrenner Colin Mayer die in 2009 overleed bij een fietsongeluk. Bij de junioren werd Mayer tweemaal kampioen van zijn land op de weg. Daarnaast behaalde hij meerdere overwinningen in de Ronde van Mauritius, zijn thuisland. In 2020 werd hij voor het eerst nationaal kampioen op de weg bij de elite. Hij prolongeerde zijn titel twee jaar. In 2024 won hij zijn eerste medailles op de Afrikaanse Spelen die dat jaar werden verreden in en rond het Ghanese Accra. Naast een bronzen medaille won hij tweemaal goud; eenmaal bij de gemengde ploegentijdrit en de ander bij de wegwedstrijd.
In 2024 reed hij enkele maanden bij de Britse continentale ploeg Saint Piran. Een seizoen later startte hij bij een Britse amateurploeg, voor hij per medio juni overstapte naar het Spaanse Burgos-Burpellet-BH. Door zijn overstap werd hij de eerste mannelijke wielerprof uit Mauritius.

## Overwinningen
2011
 Mauritiaans kampioen op de weg, junioren
2013
 Mauritiaans kampioen op de weg, junioren
2019
Proloog Ronde van Mauritius
2020
 Mauritiaans kampioen op de weg, elite
3e en 4e etappe Ronde van Mauritius
Eindklassement Ronde van Mauritius
2021
 Mauritiaans kampioen op de weg, elite
2022
 Afrikaans kampioen gemengde ploegentijdrit, elite
 Mauritiaans kampioen op de weg, elite
2023
 Afrikaans kampioen gemengde ploegentijdrit, elite
 Ploegentijdrit op de Indische Oceaan-eilanden Spelen, elite
2024
 Wegwedstrijd op de Afrikaanse Spelen, elite
 Gemengde ploegentijdrit op de Afrikaanse Spelen, elite
 Ploegentijdrit op de Afrikaanse Spelen, elite
2025
 Mauritiaans kampioen tijdrijden, elite

## Resultaten in voornaamste wedstrijden
| Jaar |  | WK op de weg |
| ---- |  | ------------ |
| 2024 |  | opgave       |

## Ploegen
- 2024 –  Saint Piran (vanaf 9 april)
- 2025 –  Burgos-Burpellet-BH (vanaf 19 juni)